# Rudolf Ranoszek
Rudolf Ranoszek (ur. 5 kwietnia 1894 w Moszczenicy, zm. 8 kwietnia 1986 w Jastrzębiu Zdroju) – polski naukowiec, filolog orientalista, specjalista od języków starożytnego Wschodu.

## Życiorys
Urodził się w Moszczenicy (obecnie części Jastrzębia-Zdroju) w rodzinie chłopskiej jako ósme z dziesięciorga dzieci Jana i Karoliny Ranoszków. Od 1900 do 1906 uczęszczał do szkoły powszechnej w Moszczenicy, a od 1907 do Królewskiego Katolickiego Gimnazjum w Gliwicach. Już wtedy zainteresował się starożytnym Wschodem i nauczył hebrajskiego. W 1914 otrzymał świadectwo dojrzałości i rozpoczął studia filologiczne na uniwersytecie we Wrocławiu. Za rozprawę Ein Brief des Königs Hattusil von Hatti an den König Kadašman-Enhil von Babylon aus dem Anfang des XIII. Jahrhunderts v. Chr. otrzymał w 1922 tytuł doktora filozofii. Po studiach pracował jako nauczyciel w I Państwowym Gimnazjum w Rybniku, a następnie w Państwowym Gimnazjum Klasycznym w Katowicach. W 1929 poświęcił się badaniom naukowym nad językami starożytnego Wschodu; od listopada 1933 do listopada 1934 pracował jako asystent w Instytucie Orientalistycznym na Uniwersytecie Jana Kazimierza we Lwowie. W marcu 1935 habilitował się na Uniwersytecie Warszawskim w zakresie hetytologii i asyrologii na podstawie pracy Kronika króla hetyckiego Tuthaljasa (IV) i został docentem na tej uczelni.
W okresie II wojny światowej pracował przymusowo jako robotnik w zakładach Hermann-Göring-Werke w Watensted k. Brunszwiku.
W 1946 rozpoczął ponownie pracę na Uniwersytecie Warszawskim. Od 1947 był zastępcą profesora w Katedrze Filologii Wschodu Starożytnego, którą stworzył od podstaw, a od 1949 profesorem nadzwyczajnym tej uczelni. W 1954 mianowany kierownikiem Katedry Filologii Wschodu Starożytnego na Wydziale Filologicznym Uniwersytetu Warszawskiego. Prowadził badania w zakresie sumerologii, asyrologii i hetytologii. W 1958 otrzymał tytuł profesora zwyczajnego. W 1964 przeszedł na emeryturę. 30 kwietnia 1985 przyznano mu tytuł doktora honoris causa Uniwersytetu Śląskiego.
Wybrał i przetłumaczył teksty babilońskie do antologii Rylcem i trzciną: myśli starożytnego Wschodu opublikowanej w 1959 przez wydawnictwo „Wiedza Powszechna”. 
Zmarł w Jastrzębiu Zdroju, pochowany 11 kwietnia 1986 w grobowcu rodzinnym w Moszczenicy. 

## Ordery i odznaczenia
- Krzyż Komandorski z Gwiazdą Orderu Odrodzenia Polski (26 marca 1986)[1]
- Krzyż Komandorski Orderu Odrodzenia Polski (18 maja 1983)[1]
- Krzyż Oficerski Orderu Odrodzenia Polski (lata 60.)
- Krzyż Kawalerski Orderu Odrodzenia Polski (10 maja 1958)[1]
- Medal 10-lecia Polski Ludowej (19 stycznia 1955)[4]
- Medal Komisji Edukcji Narodowej (19 marca 1984)[1]
- Odznaka „Zasłużonemu w Rozwoju Województwa Katowickiego” (9 czerwca 1983)[1]

## Upamiętnienie
Muzeum im. Profesora Rudolfa Ranoszka znajduje się przy Szkole Podstawowej nr 16 w Jastrzębiu-Zdroju, która od 1988 nosi jego imię.
Jedna z ulic w Jastrzębiu Zdroju nosi imię Rudolfa Ranoszka.
Rudolf Ranoszek został upamiętniony w sali ludzi nauki Panteonu Górnośląskiego w Katowicach.